# 日本史 (科目)
日本史（にほんし）は、日本の高等学校における科目の一つ。日本の歴史について学習する。
戦前は「國史（こくし）」という科目名で小学校・中学校にも設置されていたが、第二次世界大戦後にこれらの歴史分野は「社会科」・「歴史」などの教科に統合された。

## 高等学校科目としての「日本史」の変遷
高等学校における日本史の学習は、戦後の社会科の成立以来、社会科の中に「日本史」科目を置いて、日本史の通史を学習していた。
1950年代の学習指導要領では、世界史や地理などを含めて1～2科目以上が選択必修扱いになっていた。1960年に告示され1963年度より実施された学習指導要領では、社会科では日本史と「倫理・社会」「政治・経済」の計3科目が必履修科目となった。しかし1970年に告示され1973年度より実施された学習指導要領では、日本史科目は必修から外れ、「倫理・社会」「政治・経済」の必修に加えて、日本史・世界史・地理の3科目のうち2科目が選択必修の扱いになった。1978年に告示され1982年度より実施された学習指導要領では、社会科では「現代社会」が必履修科目となり、日本史は選択科目となった。
1989年告示の学習指導要領で高等学校社会科が地理歴史科と公民科に分割されたことに伴い、この学習指導要領が適用された1994年度第1学年からは、地理歴史科の科目として日本史を学ぶようになった。

### 1994年度 - 2021年度入学者
1989年告示の学習指導要領では、日本史に関連する科目として、「日本史A」（2単位）と「日本史B」（4単位）の2科目を設置した。「日本史A」では近現代を中心に学び、「日本史B」では通史を中心に学習する扱いとなった。また日本の歴史ではあるが、世界とのつながりについても学習内容に考慮されている。
地理歴史科では世界史が必履修科目となり、日本史は地理との選択履修という扱いになった。一方で日本史を必修にすべきだという意見もある。東京都など4都県教育長は2006年9月、高等学校日本史の必修化を求めて文部科学省に要望書を提出し、また東京都教育委員会として2006年10月に文部科学省に意見書を提出している。神奈川県教育委員会においては、日本史を必修科目にする独自の学習指導要領(国の基準を満たしたうえで、さらに県独自に指導要領を定めるもの)の準備をおこなっている。
「日本史A」「日本史B」の科目構成は、1998年に告示され2003年度第1学年から学年進行で実施された学習指導要領、また2009年に告示され2013年度第1学年より学年進行で実施された学習指導要領でも引き継がれた。

### 2022年度以降入学者
2018年3月に告示され2022年度第1学年より年度進行で実施される学習指導要領では、1994年以来の科目構成が大幅に変更され、日本史に関連する科目は「歴史総合」（2単位）および「日本史探究」（3単位）の2科目に再編された。近現代史分野を中心に日本史と世界史を融合した「歴史総合」が必履修科目となり、歴史総合を履修したのちに履修する科目として通史学習にあたる「日本史探究」が選択科目として開設される。いずれの科目も、主体的・対話的で深い学び（アクティブ・ラーニング）を重視した課程が組まれることになる。

## 江戸から東京へ
東京都教育委員会独自の取り組み。東京都での日本史必修化の一環として、2012年度より都立高等学校に導入された。科目「日本史」を履修しない生徒を対象に、学校設定科目扱いでこの科目を履修させるとしている。江戸・東京をテーマとして、戦国時代から現代までの日本史を概観することができる。1単位。江戸・東京と外国とのつながりなど世界史ともリンクさせて学習できるように工夫されている。

## 小中学校での日本史学習
小学校や中学校での日本史学習は独立した教科や科目ではなく、社会科として日本史に関する内容を学習する。
小学校では第6学年の社会科で、日本の歴史上の主な事象について、人物の働きや文化遺産などに焦点を当てて、日本史に関する内容を学習する。また、第3学年、第4学年において身近な地域の歴史について学習をおこなう。
中学校では歴史的分野として、「我が国の歴史の大きな流れと各時代の特色を世界の歴史を背景に理解させ（学習指導要領）」という観点で、日本史を世界史と関連づける形で学習する。